# Monumento a Juan Pablo II (Madrid)
El monumento a Juan Pablo II es una estatua monumental de bronce que representa al pontífice erigida en Madrid junto a la fachada de la catedral de la Almudena  que tiene frente en la calle de Bailén.
La estatua mide 3,5 metros de altura, sin contar el pedestal.

## Historia
El monumento fue erigido en 1998 para conmemorar la consagración solemne de la Catedral por el mismo Juan Pablo II, que tuvo lugar el 15 de junio de 1993, en su cuarto viaje a España. La Almudena fue la primera catedral española consagrada por un papa. La escultura fue realizada por el escultor extremeño Juan de Ávalos. 
En palabras del propio Ávalos: 

La estatua que he creado, de Juan Pablo II, quería que respirara bondad y energía. Con los brazos abiertos al viento que mueve su capa, representa su saludo a la lejanía para acercar a los hijos y hermanos todos los horizontes. El gesto del Pontífice pretendo que sea, a la vez, suave y vigoroso. Está modelado en actitud de andar, de acercarse, de inclinarse hacia el espectador. Quiero que la escultura acoja al espectador inmediato y salude al espectador lejano.

El monumento fue punto de reunión de miles de católicos madrileños que rezaron ante la estatua, tras conocerse la noticia de la muerte de Juan Pablo II en 2005.